# Jitka Křečková
Jitka Křečková (*13. října 1966, Praha) je česká archivářka a historička zaměřující se na oblast církevních dějin a pomocných věd historických.

## Životopis
Jitka Křečková se narodila 13. října 1966 v Praze. Vystudovala obor pomocné vědy historické a archivnictví na Filozofické fakultě Univerzity Karlovy a získala magisterský titul. Od roku 1985 pracuje v Národním archivu, zejména pak ve správě církevních fondů. V letech 1992 až 1994 se účastnila mezinárodního projektu „Soziale Strukturen in Böhmen vom 16. zum 19. Jh.“ (Sociální struktury v Čechách od 16. do 19. století) a od roku 1998 se podílí na projektu celostátního katalogu pečetí, pečetních matric a odlitků v České republice.
V roce 2005 se připojila do projektu Monasterium, virtuálního archivu historických dokumentů střední Evropy. Je ředitelkou oddělení archivních fondů do roku 1918 v Národním archivu.